# Sascut
Sascut é uma comuna romena localizada no distrito de Bacău, na região de Moldávia. A comuna possui uma área de 107.84 km² e sua população era de 10241 habitantes segundo o censo de 2007.